# Macropoliana natalensis
Macropoliana natalensis är en fjärilsart som beskrevs av Butler 1875. Macropoliana natalensis ingår i släktet Macropoliana och familjen svärmare. Inga underarter finns listade i Catalogue of Life.